# Kalanchoe thyrsiflora
Kalanchoe thyrsiflora (Harv., 1862) è una pianta succulenta della famiglia delle Crassulacee, originaria di Swaziland, Lesotho, Botswana e parte del Sudafrica.

## Descrizione

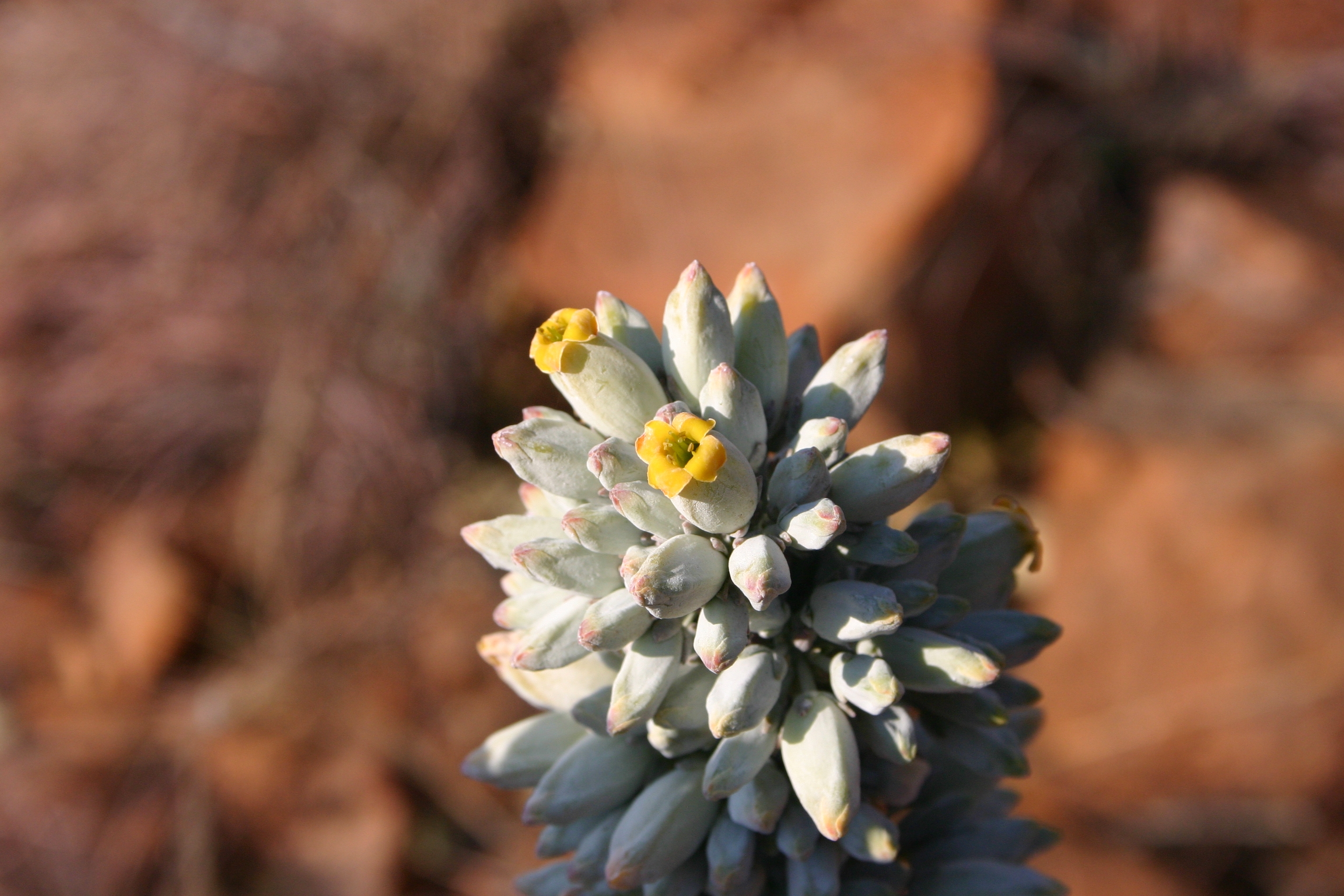
Infiorescenza di Kalanchoe thyrsiflora.

Cresce fino ad un massimo di 80–100 cm.
 
Le foglie sono tondeggianti, di color verde brillante bordate di rosso.
 
I fiori sono di forma tubulare e di colore giallo solo nella parte superiore della pianta, la quale muore dopo la fioritura.
La varietà Farinacea produce una polvere bianca su tutta la pianta.